# Classe Karel Doorman (frégate)
La classe Karel Doorman est une série de huit frégates polyvalentes commandée par la Koninklijke Marine. Elle est également appelée classe M (pour Multi-purpose) ou simplement M-frégate.
Les huit frégates ont reçu des noms d'officiers néerlandais célèbres.

## Armement

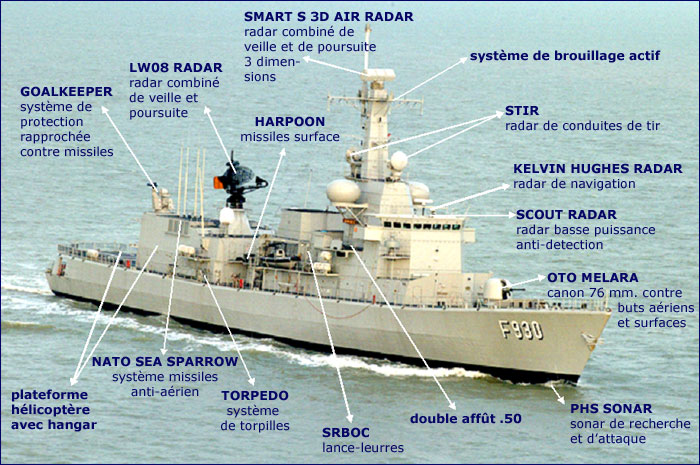
Armement principal du Léopold Ier.

L'armement des frégates de classe Karel Doorman reflète leur polyvalence. Ces navires sont équipés pour la lutte antiaérienne, anti-surface et anti-sous-marine.
L'armement primaire repose sur les deux quadruples lanceurs de AGM-84 Harpoon (missile antinavire), qui ont une portée de 120 km. En soutien de ces lance-missiles, le bâtiment possède le canon Otobreda 76 mm qui est à la fois antinavire et antiaérien.
La principale arme de combat antiaérien embarquée est le lance-missiles Sea Sparrow vertical qui utilise un radar semi-actif pour trouver sa cible. Le navire embarque 16 missiles de ce type d'une portée de 14 km.
Le Goalkeeper CIWS offre une protection rapprochée contre les missiles. Il tire des munitions de 30 mm et peut élever la cadence de tir à 4 200 coups par minute, à une portée variant de 200 m à 3 km.
Pour la lutte anti-sous-marine, chaque navire est équipé d'un hélicoptère Westland Lynx qui transporte 2 torpilles Mark 46. Les navires possèdent deux lance-missiles jumeaux utilisant ces mêmes torpilles.

## Pays utilisateurs

### Force navale belge
- F827 HNLMS Karel Doorman, nommée en hommage au contre-amiral Karel Doorman, commissionnée en 1991 (vendue à la Belgique le 21 décembre 2005, commissionnée le 29 mars 2007 en tant que F930 Leopold Ier)
- F829 HNLMS Willem van der Zaan, nommée en hommage à l'amiral Willem van der Zaan (nl), commissionnée en 1991 (vendue à la Belgique le 21 décembre 2005, commissionnée le 8 avril 2008 en tant que F931 Louise-Marie)

### Marine royale néerlandaise
- F828 HNLMS Van Speijk, nommée en hommage au lieutenant commandant Jan van Speijk (en), commissionnée en 1995
- F831 HNLMS Van Amstel, nommée en hommage au capitaine Jan van Amstel (nl), commissionné en 1993

### Marine chilienne
- F830 Tjerk Hiddes, nommée en hommage à l'amiral Tjerk Hiddes de Vries, commissionnée en 1991 (vendue au Chili en 2004, commissionnée en tant que FF18 Almirante Riveros)
- F832 Abraham van der Hulst, nommée en hommage à l'amiral Abraham van der Hulst, commissionnée en 1993 (vendue au Chili en 2004, commissionnée en tant que FF15 Almirante Blanco Encalada)

### Marine portugaise
- F833 Van Nes, nommée en hommage au lieutenant-amiral Aert Jansse van Nes, commissionnée en 1994 (vendue au Portugal le 1er novembre 2006,  commissionnée le 1er décembre 2008 en tant que F333 Bartolomeu Dias)
- F834 Van Galen, nommée en hommage à l'amiral Johan van Galen, commissionnée en 1994 (vendue au Portugal le 1er novembre 2006, commissionnée le 1er novembre 2009 en tant que Dom Francisco de Almeida)